# Нойе Вахе
Нойе Вахе (нем. Neue Wache — «новая караульня») — главный мемориал жертвам войны и тирании в Германии. Здание расположено в берлинском районе Митте на улице Унтер-ден-Линден.

## История
Здание Нойе Вахе было построено при прусском короле Фридрихе Вильгельме III в 1816—1818 годах в качестве караульного помещения для королевской гвардии, и одновременно как памятник павшим в Наполеоновских войнах. Первый развод караула в музыкальном сопровождении состоялся у здания Нойе Вахе 18 сентября 1818 года по случаю посещения русским царём Александром I Императорского Александровского гвардейского гренадерского полка № 1. До свержения монархии в Германии в 1918 году Нойе Вахе служило главным караульным королевским помещением. В 1931 году здание было перестроено по проекту Генриха Тессенова в памятник павшим в Первой мировой войне.
После практически полного разрушения во Вторую мировую войну здание в течение трёх лет было восстановлено под руководством Хайнца Мелана в качестве мемориала-предостережения памяти жертв фашизма и милитаризма. До объединения Германии в 1990 году Ной-Вахе охранял круглосуточный почётный караул из двух солдат караульного полка имени Фридриха Энгельса ННА. Каждую среду и субботу в 14.30 проводилась большая церемония смены почётного караула у Нойе Вахе. C 1993 года почётный караул несёт службу у Нойе Вахе только в День народной скорби.

## Архитектура и убранство

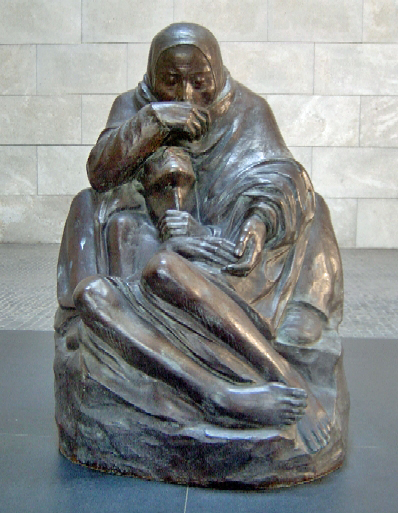
Пьета в Нойе Вахе

Проект здания Нойе Вахе, главного творения немецкого классицизма, был выполнен Карлом Фридрихом Шинкелем. Несмотря на сравнительно небольшие размеры здания, за счёт чистых форм, мощного ризалита и строго дорического портика Шинкелю удалось придать ему монументальность, позволяющую Нойе Вахе занимать достойное место в окружении здания Берлинского университета или Цейхгауза. На фронтоне портика изображена богиня победы.
В ходе реконструкции по проекту Тессенова в здании были убраны внутренние перегородки и перекрытия, и в 1931 году в Нойе Вахе на постаменте из чёрного гранита высотой в два метра появился серебряный венок на основе из золота и платины работы скульптора Людвига Гиса. В настоящее время венок хранится в экспозиции находящегося рядом Немецкого исторического музея.
После разрушений Второй мировой войны Нойе Вахе находилось на реставрации до 1960 года. По случаю двадцатилетнего юбилея основания Германской Демократической Республики в 1969 году была проведена реконструкция Нойе Вахе. Гранитный постамент сменил вечный огонь в стеклянной призме. В это же время в Нойе Вахе было проведено перезахоронение останков неизвестного узника концлагеря и неизвестного солдата.
С 1993 года в просторном помещении Нойе Вахе по инициативе федерального канцлера Гельмута Коля установлена увеличенная копия скульптуры Кете Кольвиц «Мать с погибшим сыном» (также называемой «Пьета»), выполненная Харальдом Хакке. Надпись у скульптуры гласит «Жертвам войны и тирании».